# بوبي سميث (سياسي)
بوبي سميث هو سياسي بريطاني، ولد في 1982 في منطقة أنفيلد في المملكة المتحدة.